# Кавказки улар
Кавказкият улар (Tetraogallus caucasicus) е вид птица от семейство Фазанови (Phasianidae).

## Разпространение и местообитание
Разпространен е в Азербайджан, Грузия и Русия.